# Raimo Salokangas
Raimo Matti Johannes Salokangas, född 21 maj 1951 i Ylihärmä, är en finländsk historiker.
Salokangas blev student 1970, filosofie licentiat 1979 och filosofie doktor 1982. Han var assistent i Finlands historia vid Åbo universitet 1976–1988 och blev professor i journalistik vid Jyväskylä universitet 1989. Han har vid sidan av presshistoriska undersökningar och tidningshistoriker skrivit bland annat en kommunhistorik om Kjulo (1980) och Rundradions historia under 1900-talets senare del (1996).